# Biodeterioro

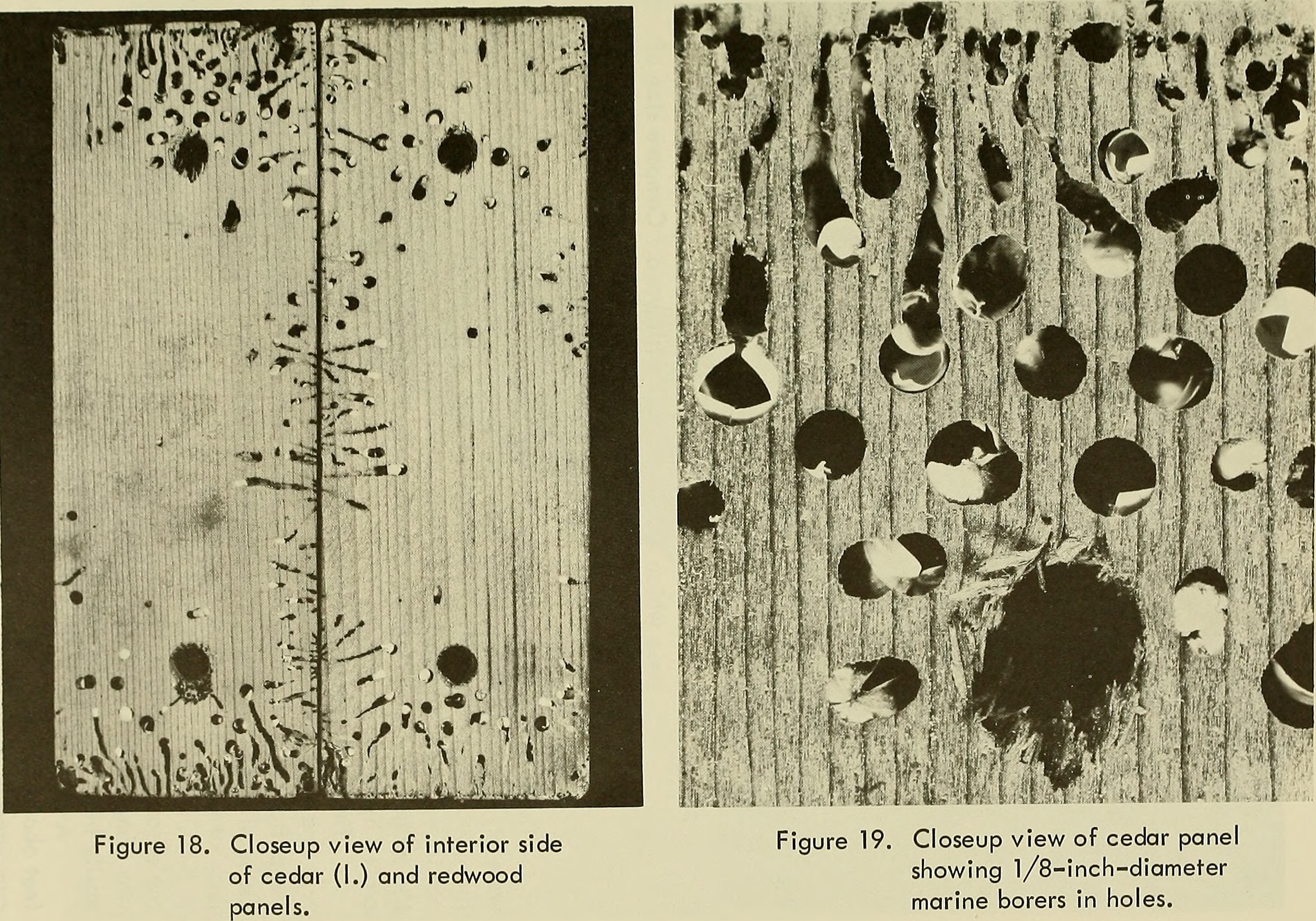
Biodeterioro en madera.

Se conoce como biodeterioro al daño causado a materiales diversos producto del accionar de agentes biológicos tales como bacterias, hongos, líquenes o insectos. Es frecuente encontrar este tipo de daño en materiales y objetos de origen orgánico, tales como papel, cuero, madera y tejidos. El daño constituye un problema grave cuando se trata de objetos correspondientes a colecciones, archivos o museos. Es frecuente encontrar biodeterioro en objetos y estructuras de valor patrimonial, como estatuas compuestas por materiales inorgánicos (metales, granito, cemento), con alto contenido de minerales y sales nutritivas para organismos constituyentes de biofilmes. 